# Langue des signes sierra-léonaise
La langue des signes sierra-léonaise, est la langue des signes utilisée par les personnes sourdes et leurs proches au Sierra Leone.